# Divinas palabras (film, 1987)
Pour le film de 1978, voir Divinas palabras (film, 1978).
Pour plus de détails, voir Fiche technique et Distribution.
Divinas palabras est un film espagnol réalisé par José Luis García Sánchez, sorti en 1987.

## Synopsis
En Galice, au XIIe siècle, la femme d'un sacristain présente son enfant hydrocéphale comme attraction afin d'échapper à la pauvreté.

## Fiche technique
- Titre : Divinas palabras
- Réalisation : José Luis García Sánchez
- Scénario : Enrique Llovet, Diego Santillán et José Luis García Sánchez d'après la pièce de théâtre de Ramón del Valle-Inclán
- Musique : Milladoiro
- Photographie : Fernando Arribas
- Montage : Pablo G. del Amo
- Société de production : Ion Films, Lolafilms et Lux Film
- Pays :  Espagne
- Genre : Drame et historique
- Durée : 107 minutes
- Dates de sortie : 
  -  Espagne : 15 septembre 1987

## Distribution
- Ana Belén : Mari Gaila
- Francisco Rabal : Pedro Gailo
- Imanol Arias : Séptimo Miau
- Esperanza Roy : Rosa la Tatula
- Aurora Bautista : Marica del Reino
- Juan Echanove : Miguelín
- Ofelia Angélica : Juan de la Reina

## Distinctions
Le film a été nommé pour six prix Goya et a remporté : meilleur acteur pour Juan Echanove, meilleure photographie, meilleur montage et meilleur son.